# Joe Binion
Joe Binion (nacido el 26 de marzo de 1961 en Rochester, Nueva York) es un exjugador de baloncesto estadounidense que disputó una temporada en la NBA, además de jugar en la CBA, la liga israelí y la liga italiana. Con 2,03 metros de estatura, lo hacía en la posición de ala-pívot.

## Trayectoria deportiva

### Universidad
Jugó cuatro temporadas con los Aggies de la Universidad de North Carolina A&T, con los que promedió 18,5 puntos y 10,3 rebotes por partido, En sus tres últimas temporadas fue elegido mejor jugador de la Mid-Eastern Athletic Conference, tras liderar dos de ellas en anotación y una más en rebotes.

### Profesional
Fue elegido en la quincuagésimo séptima posición del Draft de la NBA de 1984 por San Antonio Spurs, quienes lo despidieron antes del comienzo de la competición. Se marchó a jugar entonces a la CBA, donde permaneció tres temporadas, siendo elegido mejor jugador de la competición en 1987, cuando jugaba con los Topeka Sizzlers.
En febrero de 1987 firmó un contrato por diez días con los Portland Trail Blazers, quienes acabarían renovándole hasta el final de la temporada. Disputó 11 partidos en los que promedió 1,3 puntos y 1,6 rebotes.
Al año siguiente inició su aventura europea, jugando un ano en el Maccabi Haifa de la liga israelí, para posteriormente jugar siete temporadas en cuatro equipos diferentes de la liga italiana, ganando el scudetto en su último año, en las filas de la Buckler Bologna. en total promedió 17,0 puntos y 11,7 rebotes en 228 partidos jugados.

## Estadísticas de su carrera en la NBA

### Temporada regular
| Temporada | Edad | Equipo                 | Liga | Pos. | P  | TIT | MIN | TC  | TCA | %TC  | 3P  | 3PA | %3P | TL  | TLA | %TL  | R.OF. | R.DEF. | REB | ASIS | ROB | TAP | PER | FP  | PTS |
| 1986-87   | 25   | Portland Trail Blazers | NBA  | PF   | 11 | 0   | 4.6 | 0.4 | 0.9 | .400 | 0.0 | 0.0 |     | 0.5 | 0.9 | .600 | 0.7   | 0.9    | 1.6 | 0.1  | 0.2 | 0.2 | 0.3 | 0.5 | 1.3 |
| Total     |      |                        | NBA  |      | 11 | 0   | 4.6 | 0.4 | 0.9 | .400 | 0.0 | 0.0 |     | 0.5 | 0.9 | .600 | 0.7   | 0.9    | 1.6 | 0.1  | 0.2 | 0.2 | 0.3 | 0.5 | 1.3 |